# Пій VII
Пій VII (світське ім'я: Барнаба Нікколо Марія Луїджі граф К'ярамонті, італ. Barnaba Niccolò Maria Luigi Chiaramonti; 14 серпня 1742 — 20 серпня 1823) — 251-й папа римський з 14 березня 1800 року по 20 серпня 1823 року.

## Біографія
Барнаба Нікколо Марія Луїджі, граф К'ярамонті народився 14 серпня 1742 року у Чезені у шляхетній родині, був наймолодшою дитиною у сім'ї. Його батьками були граф Шипіоне (Сціпіон) К'ярамонті (30.04.1698 — 13.09.1750) та маркіза Джованна Короната Ґіні (пом. 22.11.1777). Через свою мати він був близьким родичем свого попередника на папському престолі — Пія VI (Джованні Анджело Браскі). Два його брати були єзуїтами, два інших — капуцинами, а мати, коли залишилася вдовою, стала кармеліткою. Барнаба К'ярамонті вступив 21 вересня 1765 року в орден св. Бенедикта, узявши собі чернече ім'я Григорій (італ. Gregorio). Навчався у Падуї, Пармі та Римі. 16 грудня 1782 його номіновано, а 21 грудня того ж року і призначено єпископом у Тіволі, у 1785 став єпископом у єпархії Імола (1785—1816) та кардиналом-священником титулярної церкви Сан Каллісто у Римі (1785—1800).

## Понтифікат
Після смерті Пія VI, який був заарештований французами та вивезений у фортецю Валанс, конклав зібрався 30 листопада 1799 року у Венеції у бенедиктинському монастирі Сан Джорджіо Маджоре відповідно до передсмертного рішення папи. Головував на конклаві видатний юрист кардинал-диякон Ерколе Консальві, який пізніше як державний-секретар зіграв не останню роль у підтримці авторитету апостольської столиці. Головними кандидатами на папську тіару було троє кардиналів, однак проти двох з цих кандидатів різко виступила Австрія. Таким чином жоден з них не міг набрати необхідну кількість голосів. На чотирнадцятий тиждень безрезультатних виборів кардинал Жан-Сіфрен Морі запропонував кандидатуру кардинала К'ярамонті як компромісну. 14 березня 1800 року його обрали новим Папою. 
У 1801 році Наполеон Бонапарт відновив Папську державу. Папа повернувся до Риму й узявся за реорганізацію своєї держави. 15 липня 1801 року він підписав з Наполеоном конкордат, який у XIX і навіть у XX столітті служив зразком для інших договорів, укладених апостольською столицею з багатьма країнами Європи та Латинської Америки. У 1804 папа приїхав до Парижу на ритуал коронації Наполеона. Однак не папа, а особисто сам імператор коронував себе і свою дружину Жозефіну. У 1805 Пій VII всупереч волі Наполеона I повернувся до Риму. 
З цього часу зросла напруга між папою та імператором, який вважав папську державу своїм леном і розпоряджався церковним майном на свій розсуд. 1808 року французькі війська знову зайняли Рим. 1809 року імператор приєднав папську державу до Франції, а Рим оголосив вільним містом. Папа засудив «грабіжників спадщини св. Петра», не називаючи, проте, імені імператора. 5 липня 1809 року французька військова влада вивезла папу у Савону, а потім — у Фонтенбло під Парижем. На Пія VII чинили тиск, щоб він відмовився від Папської держави і повністю підкорився імператорській владі. Королем Риму став син Наполеона І від другого шлюбу (з Марією Луїзою Габсбург) — Наполеон II.
Після поразки у Росії Наполеон I вирішив пом'якшити свої вимоги і укласти новий конкордат з Пієм VII. У січні 1814 року Наполеон І наказав вивезти папу з Савони, а пізніше повністю його звільнив. На Віденському конгресі, зібраному після падіння Наполеона І, кардинал Консальві знову домігся визнання папи головою Папської держави і всього католицького світу. 1814 року Пій VII відновив орден єзуїтів.  В останні роки його правління ініціатива була в руках головним чином кардинала Консальві, який вів дипломатичні переговори, забезпечуючи апостольській столиці можливість подальшого вільного керівництва католицькою церквою. Однак справа не дійшла до укладення нового конкордату з Францією, де аж до 1905 року діяли умови наполеонівського конкордату з додатками (так званими органічними статтями), самовільно введеними імператором. Попри прохолодні стосунки з сім'єю Наполеона І, папа дав їй політичний притулок після його поразки. 1822 року Пію VII виповнилось 80 років і його здоров'я помітно погіршилося. 6 липня 1823 року він впав у своїй резиденції та зламав стегно, після чого він був прикутий до ліжка. В останні тижні свого життя він часто втрачав свідомість та марив.

Похований у крипті Собору Святого Петра.
2007 року розпочався процес його беатифікації.

## Пій VII та Україна
У 1817 році Пій VII надіслав перемиському греко-католицькому єпископу Михайлу Левицькому листа, в якому висловив незадоволення намірами єпископа розвивати освіту українською мовою. Лист був реакцією на переписку Левицького з кардиналом Северолі (представником папи у Відні), у якому останній вимагав згорнути плани Перемиського освітнього товариства з розбудови українського шкільництва. Зусилля Пія VII, однак, критично оцінив австрійський цісар, який кваліфікував цей епізод як втручання Риму у внутрішні справи греко-католицької церкви. У листі до цісаря Михайло Левицький пояснював цю ситуацію інтригами поляків та василіан, які хотіли очолити обидві галицькі єпархії (Перемиську та Львівську).